# Newton Booth

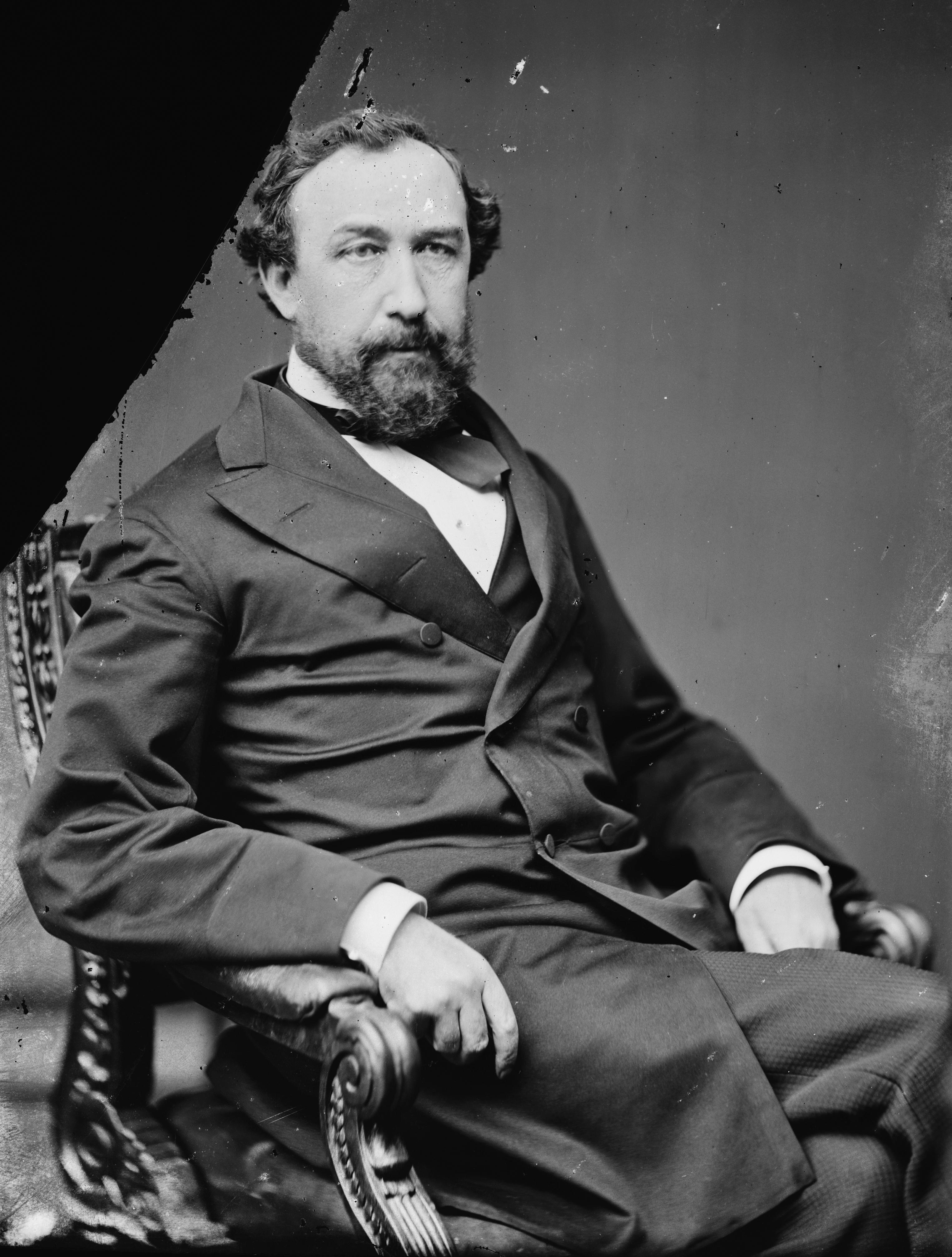
Newton Booth

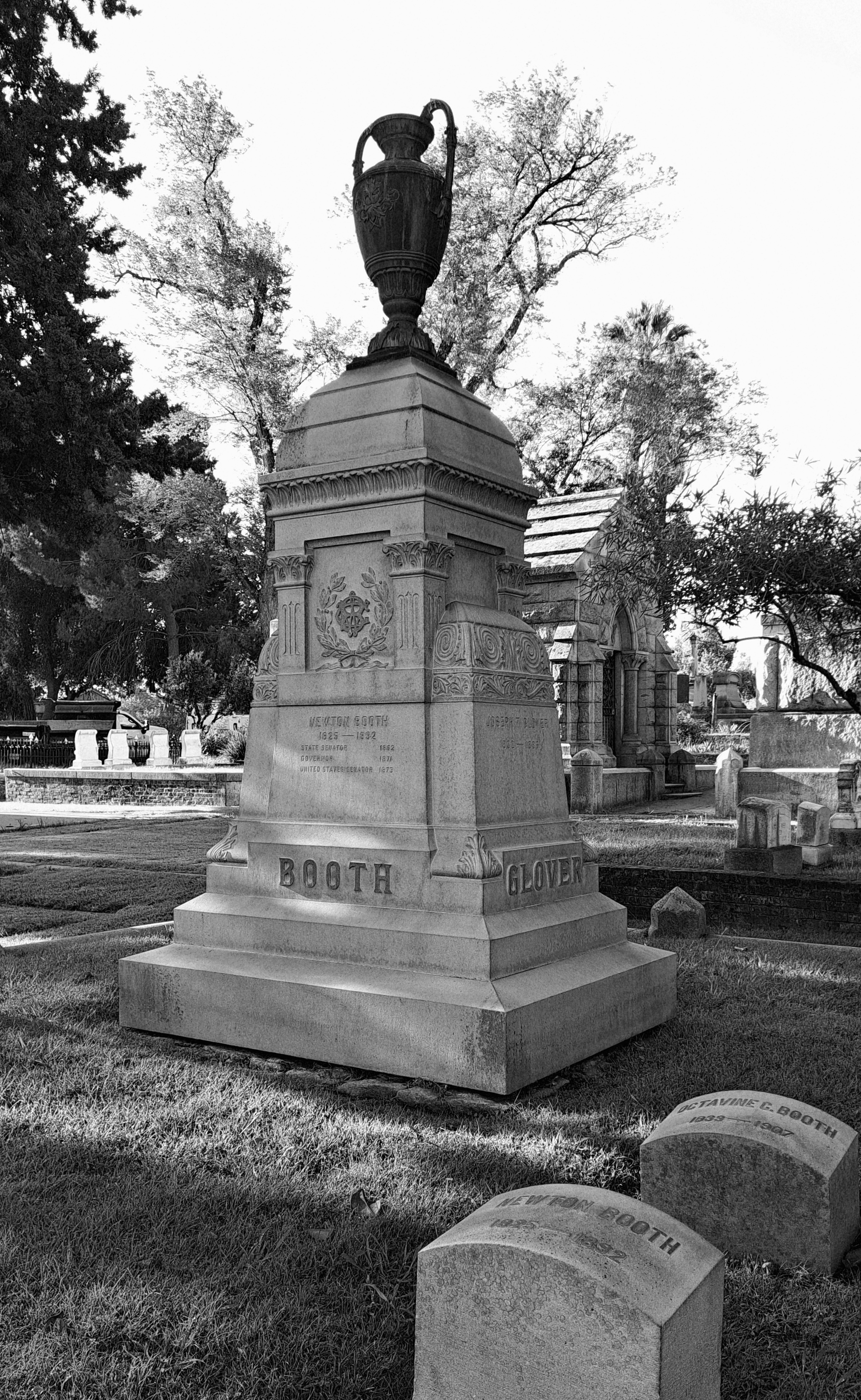
Booths Grab in Sacramento

Newton Booth (* 30. Dezember 1825 in Salem, Washington County, Indiana; † 14. Juli 1892 in Sacramento, Kalifornien) war ein US-amerikanischer Politiker. Er war der elfte Gouverneur von Kalifornien und vertrat diesen Bundesstaat auch im Senat der Vereinigten Staaten.

## Leben

### Frühe Jahre
Newton Booth war der Sohn von Beebe und Hanna Booth. Er wuchs in Salem, Indiana, auf und besuchte dort auch die Grundschule. 1841 zog die Familie nach Terre Haute in Indiana. Booth studierte nun Jura und wurde 1850 als Rechtsanwalt zugelassen. Im gleichen Jahr zog er nach Kalifornien und beteiligte sich zunächst an einem Lebensmittelgroßhandel in Sacramento, dann wurde er erfolgreicher Wirt eines Saloons. 1857 zog es ihn wieder nach Terre Haute, Indiana, zurück. Bis 1860 betrieb Booth dort zusammen mit dem späteren Kongressabgeordneten Harvey D. Scott eine Anwaltskanzlei. 1860 ging er wieder nach Kalifornien, wo er zunächst wieder im Handel tätig wurde.

### Politische Laufbahn
1862 beschloss er, in die Politik zu gehen, und wurde auf Anhieb in den Senat von Kalifornien gewählt. Von 1871 bis 1875 war Booth der 11. Gouverneur Kaliforniens. Am 27. Februar 1875 trat er vorzeitig zurück, um seinen Platz im US-Senat einzunehmen, in den er im vorhergehenden Herbst gewählt worden war. Vom 4. März 1875 bis zum 3. März 1881 vertrat er Kalifornien als Senator im US-Kongress. In dieser Zeit war er Vorsitzender des Gewerbeausschusses (Committee on Manufacturers) und Mitglied des Patentausschusses. Im Jahr 1880 verzichtete er auf eine erneute Kandidatur.

### Lebensabend und Tod
Nach dem Ende seiner politischen Tätigkeit kehrte Booth nach Sacramento zurück, wo er sich wieder dem Handel zuwandte. Dort starb er am 14. Juli 1892. Er fand seine letzte Ruhe auf dem Old City Cemetery in Sacramento.